# Euchloe ausonides
Espèce
Euchloe ausonides est une espèce d'insectes lépidoptères de la sous-famille des Pierinae (famille des Pieridae).

## Dénomination
Euchloe ausonides a été nommé en 1852 par l'entomologiste français Hippolyte Lucas (1814-1899).
Synonymes : 
- Euchloe flavidalis Comstock, 1924
- Euchloe semiflava Comstock, 1924
- Euchloe boharti Doudoroff, 1930
- Euchloe hemiflava Field, 1936

### Noms vernaculaires
Euchloe ausonides se nomme en anglais Large Marble ou Creamy Marblewing ; la sous-espèce Euchloe ausonides insulana se nomme Island Marble.

### Liste des sous-espèces
- Euchloe ausonides coloradensis (H. Edwards, 1881) présent au Colorado
- Euchloe ausonides insulana (Guppy et Shepard, 2001) présent en Colombie-Britannique
- Euchloe ausonide mayi (F. et R. Chermock, 1940)
- Euchloe ausonides palaeoreios (Johnson, 1977)
- Euchloe ausonides transmontana (Austin et Emmel, 1998)[1]

## Description
Ce papillon de taille moyenne (son envergure varie de 38 à 51 mm) en majorité blanc présente sur le dessus à l'apex de l'aile antérieure une plage grise ponctuée de  blanc. Le revers de l'aile antérieure est blanc avec une tache noire et une plage verte à l'apex et celui de l'aile postérieure est marbré de vert taché de blanc

## Chenille et chrysalide
La chenille est de couleur gris-bleu, ponctué de petits points noirs et marquée de lignes jaunes et blanches.

## Biologie

### Période de vol et hivernation
Il vole en une seule génération en avril mai dans le sud de la Colombie-Britannique, plus tard dans les régions montagneuses. Plus au sud il vole en deux générations, de février à avril puis de mai à août en Californie.
Il hiverne au stade de chrysalide.

### Plantes hôtes
Les plantes hôtes de la chenille sont des brassicacées (crucifères) : Brassica, Arabis (Arabis glabra), Sisymbrium (Sisymbrium altissimum), Isatis tinctoria, Descurainia richardsonii,.

## Écologie et distribution
Il est présent dans le Sud de l'Alaska et sur la côte ouest de l'Amérique du Nord, de la Colombie-Britannique à la Californie, dans le Nord du Nouveau-Mexique et le Sud-Ouest du Manitoba. Il est présent au Canada en Colombie-Britannique et Alberta et aux États-Unis en Alaska et dans tout l'Ouest jusqu'à l'ouest du Dakota du Nord, du Dakota du Sud et du Nebraska.

### Biotope
Il réside dans les zones ouvertes ensoleillées et près des pins.

### Protection
Euchloe ausonides insulana est presque éteint aux États-Unis et fait l'objet de mesures de protection ; il n'y a pas de statut de protection particulier pour l'espèce nominale et les autres sous-espèces.